# Киселіха
Киселі́ха (рос. Киселиха, ерз. Киселиха) — присілок у складі Ромодановського району Мордовії, Росія. Входить до складу Трофимовщинського сільського поселення.

## Населення
Населення — 43 особи (2010; 62 у 2002).
Національний склад (станом на 2002 рік):
- росіяни — 98 %